# Argyrodes gouri
Argyrodes gouri là một loài nhện trong họ Theridiidae.
Loài này thuộc chi Argyrodes. Argyrodes gouri được Benoy Krishna Tikader miêu tả năm 1963.